# Lavoir de Gex
Le lavoir de Gex est un lavoir situé à Gex, en France.

## Description
Le lavoir est situé dans le département français de l'Ain, sur la commune de Gex. L'édifice est inscrit au titre des monuments historiques en 1929.